# Les Contes d'Hoffmann (film, 1923)
Pour les articles homonymes, voir Les Contes d'Hoffmann (homonymie).
Pour plus de détails, voir Fiche technique et Distribution.
Les Contes d'Hoffmann (Hoffmanns Erzählungen) est un film autrichien réalisé, produit et interprété par Max Neufeld, sorti en 1923.
Il s'agit d'une adaptation de l'opéra fantastique Les Contes d'Hoffmann de Jacques Offenbach, livret de Jules Barbier, créé le 10 février 1881 à l'Opéra-Comique, à Paris, lui-même adapté de la pièce de Jules Barbier écrite en 1851 avec Michel Carré.
Longtemps considéré comme perdu, ce film a été redécouvert grâce à une copie endommagée qui a été restaurée numériquement.

## Résumé
ETA Hoffmann est assis dans l'opéra et regarde la danseuse étoile Stella danser Le ballet de la libellule enchantée. Il adore la jeune artiste et Stella veut lui envoyer une note demandant une date de rencontre  après la représentation. Mais cette note est interceptée par le rival d'Hoffmann, le comte Lindorf. Ne sachant pas que Stella l'attend, Hoffman se rend dans une taverne pendant la pause, où il raconte l'histoire d'un clown et de ses trois amours Olympia, Giulietta et Antonia. Au fur et à mesure qu'il parle, Hoffmann boit beaucoup et s'enivre de plus en plus.
Un certain Spalanzani a créé la marionnette mécanique articulée Olympia, une jolie créature grandeur nature. L'illusionniste Coppelius, qui, comme Spalanzani, a une existence douteuse et difficile à pénétrer, en a fait la star de ses performances. Lorsque Hoffmann voit Olympia à travers des lunettes magiques que lui a données Coppelius, il ne se rend pas compte qu'elle est une marionnette. Il tombe rapidement amoureux d'elle. Lorsqu'il découvre enfin le secret d'Olympia, Hoffmann est moqué et la poupée détruite dans une dispute entre Coppelius et Spalanzani.
Dans palais vénitien, la séduisante Giulietta célèbre une bacchanale avec ses invités . Hoffmann est également présent, se consacre entièrement à la dégustation du vin et n'a d'yeux que pour Giulietta. Soudain, le jaloux Schlemihl apparaît, qui, comme tous les autres présents, recherche la compagnie de Giulietta. Il y aura bientôt une dispute. Cependant, Giulietta tente de calmer les esprits échauffés. Les choses empirent encore lorsque le comte Dapertutto apparaît. Cela possède une influence et un pouvoir sinistres sur Giulietta, après quoi elle prend sa propre réflexion du poète, tout comme le darkling Dapertutto l'avait prévu.
Cette scène se déroule dans la maison du Conseil Crespel . Comme sa mère, sa fille Antonia souffre d'une étrange maladie. Si elle chante, elle doit mourir bientôt. Crespel craint que la soprano Antonia ne subisse également le même sort. Alors que Hoffmann apprend à mieux connaître Antonia, il tombe amoureux d'elle. Elle accepte alors de renoncer à une carrière de chanteuse au nom de cet amour. Mais quand le diabolique Dr. Mirakel, qui avait déjà tué la mère d'Antonia à cause de ses actions désastreuses, apparaît et veut aussi séduire Antonia pour qu'elle chante, ça vient comme il se doit : La talentueuse jeune femme commence à chanter et meurt.
Après ces expériences amoureuses amères, ETA Hoffmann tire sa propre conclusion personnelle : ses trois rencontres avec les femmes représentent les différents aspects de l'amour pour sa bien-aimée, Stella. Lorsqu'elle apparaît dans la taverne après sa représentation et voit Hoffmann dans son état d'ivresse et de dépression mentale, c'est de tous les gens le comte Lindorf rusé et sournois qui enlève la beauté d'ici.

## Fiche technique
- Titre : Les Contes d'Hoffmann
- Titre original : Hoffmanns Erzählungen
- Réalisation : Max Neufeld
- Scénario : Josef B. Malina, Max Neufeld, d'après le livret de Jules Barbier et l'histoire de E.T.A. Hoffmann
- Photographie : József Bécsi, Gaston Grincault
- Production : Max Neufeld
- Société de production : Vita-Film AG
- Pays d'origine :  Autriche
- Langue originale des cartons : allemand
- Format : noir et blanc - 35 mm - 1.33 : 1 - muet
- Genre : Film dramatique
- Durée :
- Dates de sortie : 
  - Autriche : 6 avril 1923
  - Allemagne : 22 janvier 1924 (Berlin)
  - Finlande : 11 avril 1924

## Distribution
- Max Neufeld : E.T.A. Hoffmann
- Kitty Hulsch: Olympia
- Josef Zetenius : Narr
- Karl Ehmann : Spalanzani, le marchand de poupées
- Viktor Franz : Copélius, le brocanteur
- Karl Forest : Rat Crespel
- Paul Askonas : Dr. Mirakel
- Lola Urban-Kneidinger (sous le nom de Lola Kneidinger): Antonia
- Eugen Neufeld : Dapertutto
- Robert Valberg : Schlemihl
- Friedrich Fehér :
- Hans Moser :
- Dagny Servaes : Giuletta